# Françoise Lefèvre
Françoise Lefèvre, född den 22 november 1942 i Paris, är en fransk författare och skådespelare med delvis svenska rötter. Hon är mor till Hermine Horiot.
Françoise Lefèvre var under en tid skådespelare i tv-serien Le Pain noir (1974) av Serge Moati. Mor till två små flickor övergavs hon av sin partner, en konstnär som hade valt att bosätta sig i Israel. Hon var då tvungen att placera sina barn hos en barnskötare samtidigt som hon arbetade som vaktmästare på en biograf för att klara ekonomin.
Lefèvre träffade sedermera förläggaren Jean-Jacques Pauvert som erkände hennes talang som författare. Han gav Lefèvre ekonomiska resurser att kunna skriva sin första roman, La Première habitude (Den första vanan), vilket hon gjorde i barnskötarens rum där hon bodde, utan vatten eller elektricitet och med levande ljus. Romanen blev en stor framgång och sålde över 100 000 exemplar. Den gjorde det möjligt för henne att få tillbaka sina två små flickor.
Var och en av Lefèvres böcker berättar om viktiga episoder i hennes liv. Från La Première habitude till hennes näst sista bok Un album de silence (2008) (Ett album av tystnad). Lefèvre älskar livet, känslolivet, det kringflackande livet ibland, men livet i skrivandet också.
Hennes roman Les larmes d'André Hardellet (1998) (André Hardellets tårar) berättar om ett unikt möte mellan den unge romanförfattaren och poeten i La Cité Montgol: på Place Desnouettes, söder om Paris 15:e arrondissemang. Den 23 juli 1974 träffade den sjuke och besvikna poeten en ung kvinna och ögonblicklig kärlek uppstår. De nya vännerna planerar ett besök nästa dag till Vincennes, Hardellets hemstad. Det kommer inte att ske: poeten går bort under natten.
Lefèvre skrev om sin son Hugo Horiot och hans autism i boken Lille kannibalprinsen, översättning av Bo Ericsson, Zelos, 1992. Sedan gav hon 2013 ut en redogörelse för hans Aspergers syndrom: L'empereur, c'est moi (Kejsaren är jag).
Efter 13 års tystnad återvände hon med en ny bok, Retour au royaume (Återkomst till kungariket), 2021.

## Verk
- La Première Habitude, éd. Pauvert, 1974, rééditions J'ai Lu] — Grand prix des lectrices de Elle, 1975
- L'Or des chambres, J.-J. Pauvert, 1976, rééditions J'ai Lu
- Le Bout du compte, J.-J. Pauvert, 1977, réédition J'ai Lu
- Mortel Azur, Éditions Mazarine, 1985, réédition J'ai Lu
- Le Petit Prince cannibale, Actes Sud, 1990, réédition J'ai Lu — Prix Goncourt des lycéens, 1990, översättning Lille kanibalprinsen Bo Ericsson, Zelos, 1992. libris 7767416
- Blanche, c'est moi, Actes Sud, 1993
- La Grosse, Actes Sud, 1994, réédition Babel 2000
- Hermine, Éditions Stock, 1994
- Surtout ne me dessine pas un mouton, Stock, 1995
- Un soir sans raison, Éditions du Rocher, 1997
- Consigne des minutes heureuses, Éditions du Rocher, 1998, réédition J'ai Lu (Recueil de nouvelles)
- Les Larmes d'André Hardellet, Éditions du Rocher, 1998
- Souliers d'automne, Éditions du Rocher, 2000
- En nous des choses tues, Éditions du Rocher, 2000
- L'Offrande, Éditions du Rocher, 2001
- Alma ou la chute des feuilles, Éditions du Rocher, 2003
- Se perdre avec les ombres, Éditions du Rocher, 2004 — Prix Marcel-Aymé, 2005
- Un album de silence, Mercure de France, 2008
- Retour au royaume, Jacques Flament, 2021
- La salamandre aveugle,Jacques Flament, 2023

### Teateruppsättningar
- J'entrerai dans ton silence, d'après Françoise Lefèvre et Hugo Horiot, iscensatt av Serge Barbuscia för Festival d'Avignon 2018, théâtre du Balcon, Avignon, 2018↵

## Utmärkelser
- 1975: Grand prix des lectrices de Elle för La Première Habitude[4].
- 1990: Prix Goncourt des lycéens för Lille kannibalprinsen[4].
- 1990: Prix Emile Zola för Lille kannibalprinsen
- 1995: Prix Bourgogne för La Grosse .
- 2005: Prix Marcel-Aymé för Se perdre avec les ombres[5].